# De Travestieshow
De Travestieshow was een amusementshow onder leiding van Robert ten Brink, met de bekende drag queen Nickie Nicole in de jury. De show was een competitie tussen drag queens (toen nog aangeduid als travestieten) die strijden om de titel Miss Travestie Holland en meerdere prijzen. Het programma werd uitgezonden bij Veronica van 1995 tot en met 1997.
Winnaar van seizoen 2 was Kelly van der Veer. Ze deed in 2001 (na haar transitie) mee aan Big Brother.
Het programma is de voorloper van televisieformats waarin drag queens de hoofdrol spelen zoals RuPaul's Drag Race en de Nederlandse programma's Drag Race Holland en Make Up Your Mind. 